# 富卡蒙
富卡蒙（法語：Foucarmont，法語發音：[fukaʁmɔ̃]）是法国滨海塞纳省的一个市镇，属于迪耶普区。

## 地理
富卡蒙（49°50'49"N, 1°34'7"E）面积7.28 平方千米，位于法国诺曼底大区滨海塞纳省，该省份为法国北部沿海省份，其西部及北部濒大西洋英吉利海峡，东起顺时针与索姆省、瓦兹省、厄尔省和卡爾瓦多斯省接壤。
与富卡蒙接壤的市镇（或旧市镇、城区）包括：卡朗日维尔、法朗库尔、雷阿尔康、圣莱热欧布瓦、维莱苏富卡蒙。

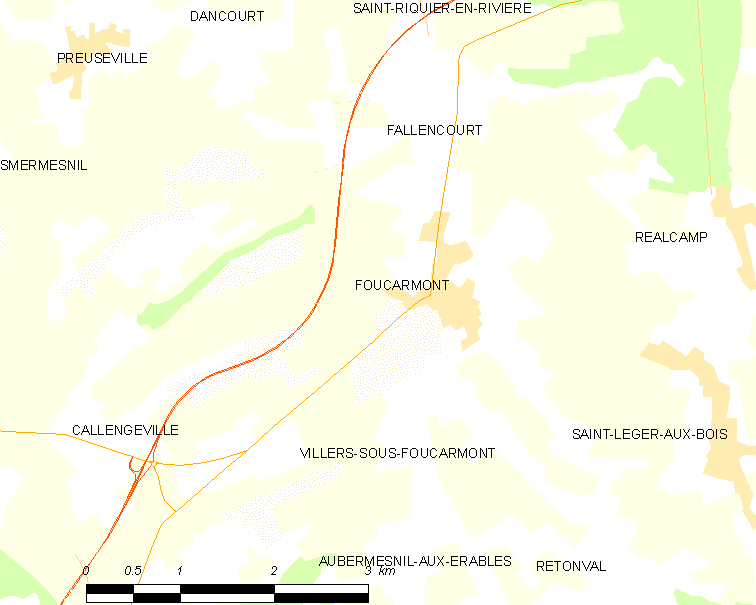
富卡蒙的OSM定位图

富卡蒙的时区为UTC+01:00、UTC+02:00（夏令时）。

## 行政
富卡蒙的邮政编码为76340，INSEE市镇编码为76278。

## 政治
富卡蒙所属的省级选区为厄镇县。

## 人口

1962-2008年间富卡蒙人口变化图示

富卡蒙于2022年1月1日时的人口数量为804人。